# Cleveland Cavaliers 2011-2012
La stagione 2011-12 dei Cleveland Cavaliers fu la 42ª nella NBA per la squadra.

## Momenti chiave
- 17 maggio - I Cavaliers vincono la "Draft Lottery" conquistando, così, la prima scelta assoluta nell'NBA Draft 2011.[1]
- 23 giugno - I Cavs scelgono Kyrie Irving e Tristan Thompson come, rispettivamente, prima e quarta scelta assoluta nel Draft NBA 2011.[2]
- 29 giugno - I Cavs decidono di esercitare l'opzione per il terzo anno per Christian Eyenga mettendolo, quindi, sotto contratto fino al 2012-2013.[3]
- 30 giugno - J.J. Hickson viene ceduto ai Sacramento Kings in cambio di Omri Casspi e la prima scelta protetta del draft 2012.[4]
- 1º luglio - Il mancato accordo tra i club e i giocatori della NBA porta al lockout NBA 2011-2012 che blocca l'inizio del campionato.[5]
- 8 dicembre - Le due parti trovano l'accordo e firmano il contratto collettivo.[6] La stagione riparte il 25 dicembre con un calendario accorciato da 82 a 66 partite.[7]
- 9 dicembre - Parte il Training Camp. Vengono firmati i giocatori del draft Kyrie Irving e Tristan Thompson e viene tagliato Joey Graham.
- 12 dicembre - I Cavs rifirmano Anthony Parker.[8]
- 14 dicembre - Attraverso la Amnesty Clause, i Cavs tagliano Baron Davis.[9]
- 16 dicembre - I Cavs aprono la pre-season con la vittoria sui Detroit Pistons.
- 20 dicembre - I Cavaliers chiudono la pre-season con la sconfitta contro i Detroit Pistons che fissano il record a 1-1.
- 22 dicembre - I Cavs tagliano Manny Harris.
- 26 dicembre - I Cavaliers esordiscono in casa contro i Toronto Raptors perdendo con il risultato di 96-104.
- 4 gennaio - Christian Eyenga viene assegnato ai Canton Charge in NBA D-League.
- 18 gennaio - Žydrūnas Ilgauskas torna ai Cavaliers con il ruolo di Assistente Speciale del General Manager.[10]
- 23 gennaio - Christian Eyenga viene richiamato dalla NBA D-League.

## Trattative

### Draft
| Giro | Scelta | Giocatore        | Posizione | Nazionalità | College/Squadra  |
| 1    | 1      | Kyrie Irving     | G         | Australia   | Duke             |
| 1    | 4      | Tristan Thompson | AG        | Canada      | Texas            |
| 2    | 32     | Justin Harper    | AG        | Stati Uniti | Richmond         |
| 2    | 54     | Milan Mačvan     | AG        | Serbia      | Maccabi Tel Aviv |

### Mercato Free Agent

#### Acquisti
| Giocatore       | Modalità                   | Provenienza   |
| Mychel Thompson | Rookie non scelto al draft | Erie BayHawks |

#### Partenze
| Giocatore    | Modalità | Nuova Squadra   |
| Milan Mačvan | Tagliato | Partizan        |
| Joey Graham  | Tagliato | Free agent      |
| Baron Davis  | Tagliato | New York Knicks |
| Manny Harris | Tagliato | Canton Charge   |

### Scambi
| 23 giugno, 2011 | Ai Cleveland Cavaliers Seconda scelta 2013 Seconda scelta 2014 | Agli Orlando Magic Justin Harper |
| 30 giugno, 2011 | Ai Cleveland Cavaliers Omri Casspi Prima scelta protetta 2012  | Ai Sacramento Kings J.J. Hickson |

## Roster
| N° | Naz.                    | Ruolo | Sportivo         | Anno | Alt. | Peso |
| -- | ----------------------- | ----- | ---------------- | ---- | ---- | ---- |
| 1  | Stati Uniti (bandiera)  | G     | Daniel Gibson    | 1986 | 188  | 86   |
| 2  | Australia (bandiera)    | G     | Kyrie Irving     | 1992 | 188  | 82   |
| 3  | Stati Uniti (bandiera)  | G     | Ramon Sessions   | 1986 | 191  | 86   |
| 4  | Stati Uniti (bandiera)  | AG    | Antawn Jamison   | 1976 | 203  | 101  |
| 5  | Stati Uniti (bandiera)  | C     | Ryan Hollins     | 1984 | 213  | 104  |
| 6  | Stati Uniti (bandiera)  | G     | Manny Harris     | 1989 | 196  | 84   |
| 6  | Stati Uniti (bandiera)  | G     | Ben Uzoh         | 1988 | 191  | 93   |
| 8  | RD del Congo (bandiera) | G     | Christian Eyenga | 1989 | 196  | 95   |
| 9  | Turchia (bandiera)      | C     | Semih Erden      | 1986 | 213  | 104  |
| 12 | Stati Uniti (bandiera)  | A     | D.J. Kennedy     | 1989 | 198  | 98   |
| 13 | Canada (bandiera)       | AG    | Tristan Thompson | 1991 | 203  | 102  |
| 14 | Stati Uniti (bandiera)  | G     | Lester Hudson    | 1984 | 191  | 86   |
| 15 | Stati Uniti (bandiera)  | G     | Donald Sloan     | 1988 | 191  | 93   |
| 17 | Brasile (bandiera)      | AG    | Anderson Varejão | 1982 | 211  | 118  |
| 18 | Stati Uniti (bandiera)  | G     | Anthony Parker   | 1975 | 198  | 98   |
| 21 | Stati Uniti (bandiera)  | AP    | Mychel Thompson  | 1988 | 198  | 96   |
| 24 | Giamaica (bandiera)     | AG    | Samardo Samuels  | 1989 | 206  | 99   |
| 32 | Stati Uniti (bandiera)  | A     | Luke Walton      | 1980 | 203  | 107  |
| 33 | Stati Uniti (bandiera)  | AP    | Alonzo Gee       | 1987 | 198  | 99   |
| 36 | Israele (bandiera)      | AP    | Omri Casspi      | 1988 | 206  | 102  |
| 44 | Stati Uniti (bandiera)  | AG    | Luke Harangody   | 1988 | 201  | 114  |

## Staff tecnico
- Allenatore: Byron Scott
- Vice-allenatori: Paul Pressey, Jamahl Mosley, Joe Prunty, Nate Tibbetts
- Preparatore fisico: Stan Kellers
- Preparatore atletico: Max Benton

## Pre-season
| # | Data        | Casa                | Risultato | Trasferta           | Record | Spettatori |
| 1 | 16 dicembre | Detroit Pistons     | 87 - 91   | Cleveland Cavaliers | 1-0    | 7,927      |
| 2 | 20 dicembre | Cleveland Cavaliers | 89 - 90   | Detroit Pistons     | 1-1    | 9,853      |

## Regular season

### Calendario
| # | Data        | Avversario        | Risultato | Miglior Realizzatore | Migliora Rimbalzista                    | Miglior Assistman               | Record |
| 1 | 26 dicembre | Toronto Raptors   | 96-104    | Ramon Sessions (18)  | Anderson Varejão (10)                   | Kyrie Irving (7)                | 0-1    |
| 2 | 28 dicembre | @ Detroit Pistons | 105-89    | Samardo Samuels (17) | Anderson Varejão (7) Ramon Sessions (7) | Kyrie Irving (7)                | 1-1    |
| 3 | 30 dicembre | @ Indiana Pacers  | 91-98     | Kyrie Irving (20)    | Anderson Varejão (13)                   | Kyrie Irving (4) Alonzo Gee (4) | 1-2    |

| #  | Data       | Avversario               | Risultato | Miglior Realizzatore  | Migliora Rimbalzista  | Miglior Assistman                                      | Record |
| 4  | 1º gennaio | New Jersey Nets          | 98-82     | Antawn Jamison (23)   | Anderson Varejão (11) | Ramon Sessions (8)                                     | 2-2    |
| 5  | 3 gennaio  | Charlotte Bobcats        | 115-101   | Kyrie Irving (20)     | Tristan Thompson (9)  | Ramon Sessions (9)                                     | 3-2    |
| 6  | 4 gennaio  | @ Toronto Raptors        | 77-92     | Antawn Jamison (19)   | Anderson Varejão (13) | Kyrie Irving (4)                                       | 3-3    |
| 7  | 6 gennaio  | @ Minnesota Timberwolves | 98-87     | Antawn Jamison (22)   | Anderson Varejão (12) | Ramon Sessions (6)                                     | 4-3    |
| 8  | 8 gennaio  | @ Portland Trail Blazers | 78-98     | Kyrie Irving (21)     | Antawn Jamison (11)   | Kyrie Irving (4)                                       | 4-4    |
| 9  | 10 gennaio | @ Utah Jazz              | 105-113   | Antawn Jamison (22)   | Anderson Varejão (11) | Kyrie Irving (5)                                       | 4-5    |
| 10 | 12 gennaio | @ Phoenix Suns           | 101-90    | Kyrie Irving (26)     | Anderson Varejão (17) | Kyrie Irving (6)                                       | 5-5    |
| 11 | 13 gennaio | @ Los Angeles Lakers     | 92-97     | Kyrie Irving (21)     | Anderson Varejão (14) | Anthony Parker (5)                                     | 5-6    |
| 12 | 16 gennaio | @ Charlotte Bobcats      | 102-94    | Kyrie Irving (25)     | Anderson Varejão (12) | Ramon Sessions (9)                                     | 6-6    |
| 13 | 17 gennaio | Golden State Warriors    | 95-105    | Antawn Jamison (19)   | Anderson Varejão (13) | Kyrie Irving (5)                                       | 6-7    |
| 14 | 20 gennaio | Chicago Bulls            | 75-114    | Anderson Varejão (14) | Antawn Jamison (8)    | Kyrie Irving (3) Anthony Parker (3) Ramon Sessions (3) | 6-8    |
| 15 | 21 gennaio | @ Atlanta Hawks          | 94-121    | Kyrie Irving (18)     | Anderson Varejão (9)  | Ramon Sessions (4)                                     | 6-9    |
| 16 | 24 gennaio | @ Miami Heat             | 85-92     | Kyrie Irving (17)     | Anderson Varejão (11) | Kyrie Irving (4) Antawn Jamison (4)                    | 6-10   |
| 17 | 25 gennaio | New York Knicks          | 91-81     | Antawn Jamison (15)   | Anderson Varejão (16) | Kyrie Irving (7)                                       | 7-10   |
| 18 | 27 gennaio | New Jersey Nets          | 96-99     | Kyrie Irving (32)     | Anderson Varejão (9)  | Daniel Gibson (4)                                      | 7-11   |
| 19 | 29 gennaio | @ Boston Celtics         | 88-87     | Kyrie Irving (23)     | Anderson Varejão (9)  | Kyrie Irving (6)                                       | 8-11   |
| 20 | 31 gennaio | Boston Celtics           | 90-93     | Kyrie Irving (21)     | Anderson Varejão (20) | Ramon Sessions (10)                                    | 8-12   |

| #  | Data       | Avversario       | Risultato | Miglior Realizzatore | Migliora Rimbalzista | Miglior Assistman | 'Record |
| 21 | 3 febbraio | @ Orlando Magic  |           |                      |                      |                   |         |
| 22 | 31 gennaio | Dallas Mavericks |           |                      |                      |                   |         |